# Jesús Guridi
Jesús Guridi Bidaola (Vitoria, 25 de septiembre de 1886 - Madrid, 7 de abril de 1961) fue un compositor español. Fue uno de los principales exponentes de la música vasca. Entre sus obras destacan El caserío, Diez melodías vascas y Amaya.

## Biografía

### Nacimiento, familia e infancia.
Jesús Guridi Bidaola nació en el número 36 de la calle Florida de Vitoria. Su padre, Lorenzo Guridi y Area, era natural de Guernica (Vizcaya) y su madre, Trinidad Bidaola Ledesma, de Pamplona (Navarra). Jesús nació en el seno de una familia de músicos iniciada por su bisabuelo Nicolás Ledesma, organista y compositor aragonés asentado en Bilbao. Sus abuelos maternos también eran músicos. Su abuela Celestina Ledesma y Anciaoa era compositora y pianista y su abuelo Luis Bidaola, organista.
Los padres de Jesús Guridi también se dedicaron a la música. Trinidad era pianista y Lorenzo  violinista que, tras recorrer parte de América, se asentaron en Vitoria. Por causa de la Guerra Carlista, poco después, el matrimonio tuvo que trasladarse a Burgos. Una vez terminada la contienda, vuelven a Vitoria, donde Lorenzo manda construir la casa familiar en la Calle Florida. La pareja tuvo seis hijos. De estos, solo el pequeño, Jesús, continuó la tradición musical familiar.
Desde muy pequeño, Jesús demostró grandes aptitudes para la música y se interesó por el piano y los pentagramas, garabateando en hojas pautadas y escuchando las piezas que tocaba su madre al piano. Fueron sus padres los que, desde casa, dieron las primeras lecciones de lenguaje musical al futuro compositor.[cita requerida]

### Zaragoza
En el año 1895, con el fin de mantenerse unidos mientras los hijos estudiaban, la familia se mudó a Zaragoza. Allí, el pequeño Jesús ingresó en la escuela de los Escolapios, pero los frailes no supieron aprovechar sus capacidades debido a su facilidad de distracción. Su madre Trinidad lo cambió entonces al colegio de los Jesuitas, que procuraron que Jesús se olvidara de sus distracciones musicales, consiguiendo, no solo que sacara los estudios adelante, sino que destacase con respecto a sus compañeros. Durante esta época, y a pesar de la veda, Guridi continuó tocando el piano cuando se le permitía en casa, después de la escuela.[cita requerida]

### Madrid
Dos años después, la familia se vio profundamente afectada por las muertes de Luis y José debido a la tuberculosis.
Decidieron marchar a Madrid, llamados por la tía materna Severina Bidaola. Allí se instalaron en el barrio de la Prosperidad, e invirtieron su pequeña fortuna en un negocio de papel de lija propuesto por un ingeniero belga.[cita requerida]
Durante su estancia en Madrid, rodeados de artistas, Jesús, en ocasiones, acompañaba a su padre a los cafés de tertulias. A uno de estos, llamado Sevilla, solía ir Emilio García Soler, barítono alicantino especializado en Zarzuelas y amigo de Lorenzo, quien no tardó en apreciar las habilidades musicales del joven Guridi, y le llevó a dar clase con el profesor de armonía del Real Conservatorio de Madrid, Valentín Arín. Además, García Soler también le acompañaba al teatro los días de función, donde el joven compositor comenzó a admirar las zarzuelas de Chapí. El barítono también llevó en diversas ocasiones a Jesús a casa del compositor Manuel de Falla, a quien, las pequeñas piezas del joven, también le fueron de agrado.[cita requerida]
Meses después, tras descubrir el fraude que había resultado el supuesto negocio del ingeniero belga, y estando la familia casi arruinada, Trinidad decidió que debían partir a América, donde Guridi padre, ya había hecho fortuna una vez. Pero, durante una parada en Bilbao para despedirse de la familia, esta les ofreció su ayuda y les convenció para que se quedaran en la ciudad.[cita requerida]
De esta época en Madrid datan las primeras obras de Jesús Guridi, compuestas en el 1898 con solo doce años. Todas las ideas musicales que se le pasaban por la cabeza gracias a su gran imaginación, las anotaba en un cuaderno, el cual, a su partida, guardó García Soler durante años, hasta que se lo devolvió al compositor en el año 1920.

### Bilbao
En Bilbao aún se le recordaba a Ledesma, bisabuelo de Jesús, como compositor de toda la música religiosa conocida en aquel tiempo, y maestro de capilla de la Basílica de Santiago. Además, después de la Guerra Carlista se había instalado en la ciudad una Burguesía culta interesada por el arte, la cultura y en especial la música. Aquí los salones de tertulias eran muy frecuentados y las clases sociales altas, los jaunchos se preocupaban por los artistas y les ofrecían su financiación y su mecenazgo.[cita requerida]
A finales de siglo nació El Cuartito, un grupo de intelectuales aficionados a la música, que tuvo gran importancia para la vida musical de Bilbao. Fue el artista Lope de Alaña quien, en 1901, presentó a Jesús Guridi a los miembros del Cuartito, como uno de los bisnietos de Ledesma. Tras interpretar este al piano unas composiciones propias, todos los individuos vieron en el joven unas grandes capacidades musicales, se declararon admiradores suyos. Fue gracias al Cuartito, que Jesús conoció al que fue su padrino y mecenas, el Conde de Zubiria.[cita requerida] En el año 1901 el joven Guridi ofreció su primer concierto solista interpretando obras exclusivamente suyas, y ganó el Premio Plácido Allende por su composición para voz y piano Chalupan. Estos fueron unos años de gran desarrollo para Jesús Guridi, en los que, además de poder aprender de grandes maestros, se desenvolvió entre círculos intelectuales y se ganó un reconocimiento no solo en Bilbao, también en los alrededores.[cita requerida]

### Estudios en Europa
En el año 1903, gracias al soporte económico de su mecenas, el Conde Zubiria, Guridi se trasladó a París e ingresó en la Schola Cantorum. Allí, estudió piano, órgano, contrapunto y composición con el Maestro Vicent d’Indy, y compaginó sus estudios con un considerable trabajo de creación, y con una intensa actividad musical. El París de la Belle époque le donó oportunidades que aprovechaba: visitaba museos y las calles artísticas de Montmartre, iba al teatro y a la ópera y habitualmente a escuchar el órgano a Notre Dame. Allí viajó con el cura y musicólogo Resurrección María de Azkue, quien asumirá su autoría y con quien entablará una estrecha y duradera amistad.[cita requerida] Allí, en el año 1905, publica su primera obra Quatorze morceaux pour piano. Un año después, Jesús Guridi terminó su formación en la Schola Cantorum con una pequeña fiesta en honor a la brillantez de sus estudios, siendo uno de los más apreciados discípulos en aquellas clases.
Así, en 1906, junto a Resurrección María de Azkue, decidió continuar sus estudios en Bélgica. Con este traslado se inaugura la mejor época como estudiante internacional y compositor. En Bruselas recibió clases particulares de órgano y composición a manos del maestro Joseph Jogen, también asistió a prestigiosas representaciones en el Teatro Real de la Moneda y frecuentó tertulias junto a artistas e intelectuales de gran reconocimiento, como Manuel de Falla o Isaye, que empujaron su aprendizaje musical.[cita requerida] Poco después completó finalmente sus estudios en Colonia y en Múnich a manos del maestro Neitzel, perfeccionando sus técnicas de instrumentación y armonía.
Durante toda esta etapa estudiantil, y a diferencia de la mayoría de sus coetáneos, Jesús distó mucho de la vida bohemia típica de los artistas del París del momento, y llevó una vida religiosa y ordenada.[cita requerida]

### Vuelta a Bilbao
En 1908, ya con 21 años, Jesús Guridi regresa a Bilbao definitivamente como compositor, director, organista y profesor. Es recibido como un triunfador, y gracias a la Sociedad Filarmónica da a conocer sus nuevas obras, que son muy bien recibidas por el público bilbaíno. Después, allí centra su actividad musical sobre todo en el mundo escénico y en el coral. Así comienzan los estrenos de sus obras más importantes: en 1909, se estrena en un concierto organizado por la Academia Vizcaína de Música Así cantan los chicos, una obra coral en colaboración con el escritor Juan Carlos Cortázar.[cita requerida]
En 1910 se estrena su primera obra lírica, Mirentxu, una zarzuela de dos actos basada musicalmente en una selección del compositor de melodías populares vascas, tomando como modelo obras de compositores nacionalistas y bohemios del siglo XIX. Mirentxu fue un éxito, con unas excelentes críticas y acogida del público. Fue representada en los teatros más importantes de España como en el Liceo de Barcelona (1913), o en Madrid.[cita requerida]
Después de este éxito, Guridi tomó las riendas de la Sociedad Coral de Bilbao en 1912, tras años como codirector, sustituyendo a Aureliano Valle. Tras este ascenso, el compositor centra sus creaciones alrededor de la música coral, religiosa y profana, y sus obras serán estrenadas por la agrupación, consiguiendo numerosos éxitos y reconocimiento a nivel nacional, tanto a la coral como al compositor. Todos estos trabajos los compagina con el puesto de organista en la Basílica de Santiago, como su bisabuelo, sirviendo durante 20 años. En 1915, tras la muerte de su amigo Jose María Usandizaga, se estrenó Una aventura de Don Quijote. Su segunda ópera -Amaya (1920)- llegó diez años después; en ella otorgará a la ópera vasca su máximo esplendor tras su representación internacional: Buenos Aires, Praga, Madrid… En 1922 se casó con la que fue su esposa durante toda su vida: Julia Ispizua, con quien tuvo seis hijos.
Tras unos años de semisomnolencia compositiva, su tercera y gran obra de éxito, El caserío, se estrenó en el 1926, en el Teatro de la Zarzuela de Madrid, con una gran acogida tanto del público como de los críticos. Se trata de una zarzuela escrita por Federico Romero y Guillermo Fernández-Shaw y musicalizada por Jesús Guridi.[cita requerida]
Durante su vida en Bilbao también compone otras obras más pequeñas como Leyenda vasca, La meiga, Mandolinata, Mari-Eli, y muchas más para diversas agrupaciones o instrumentos: orquestal, para piano, coral, música de cámara… etc.[cita requerida]

### Madrid: ocupación, últimos años y fallecimiento
En 1939 Jesús Guridi y su familia se trasladaron a Madrid  y el compositor ingresó como profesor de armonía en el Real Conservatorio Superior de Música de Madrid, asumiendo su dirección tras la Guerra Civil en 1940. Durante su periodo madrileño, a pesar de su cargo como profesor y director siguió componiendo. En 1941, la Orquesta Sinfónica de Madrid estrena  Diez melodías vascas, una de las obras más importantes del repertorio nacional del siglo por su base en el folklore vasco. En 1946 estrenó Sinfonía pirenaica, y en 1950, la zarzuela La condesa de la aguja y el dedal. De esta última etapa de su vida datan numerosas de sus obras más importantes para órgano, voz y piano, tanto profanas como religiosas. Jesús Guridi murió repentinamente en su vivienda en la calle Sagasta de Madrid, el 7 de abril de 1961.
El Ayuntamiento de Madrid le dedica una calle con el nombre de "maestro Guridi", situada entre las calles de Berastegui y Fernando Gabriel, en el distrito de Ciudad Lineal .

## Estilo musical

### Influencias
Jesús Guridi, a lo largo de su carrera estudiantil, pasó por diversas ciudades y estudió con maestros pertenecientes a corrientes diferentes. Así, durante sus estudios en la Schola Cantorum de París, entra en contacto con la obra de César Frank y la estética academicista, que fue la inculcada por su maestro Vicent d’Indy, y también con la de Claude Debussy, a pesar de no formar este parte de los modelos de d’Indy.[cita requerida]
Después, en Alemania, se influenció por la estética wagneriana. A continuación, durante los casi cuarenta años que vivió en Bilbao, tomó una importante influencia del ámbito sinfónico-coral, que después tendrá gran repercusión en sus obras, como las Diez melodías vascas.[cita requerida]

### El folklore
Debido a su gran conocimiento de la música tradicional vasca y a su contacto directo con ella durante años, la música de Guridi está empapada con la música folklórica vasca.
A pesar de que su obra puede resultar estéticamente descolocada con respecto a las corrientes vanguardísticas, Jesús Guridi se encuadra en la Generación de Falla, el equivalente musical a la Generación del 98. Los maestros pertenecientes a este grupo asumieron el reto de llevar a la práctica el regeneracionismo por medio del nacionalismo musical español. Estos utilizan el folklore como medio, y no como fin, a través de una concepción tonal de la música.[cita requerida]
La obra de Guridi podría cuadrar en la estética nacionalista, en la que destaca no solo su país, sino también su tierra: el País Vasco. De esta forma, el nacionalismo guridiano se trata de un nacionalismo de esencias, forjado en su propio estilo y mantenido durante toda su composición. Dentro de este estilo propio, se puede percibir una clara influencia de la música popular vasca hasta el final de la vida del compositor, desde obras como Mirentxu, o El caserío, hasta las Diez melodías vascas, compuestas una vez asentado en Madrid.[cita requerida]

## Obra
La obra de Guridi se caracteriza principalmente por su extensión, ya que fue un compositor muy activo y que durante toda su vida compaginó sus trabajos y compromisos sociales con un trabajo compositivo fecundo. Su obra abarca todo tipo de géneros, y cuenta con obras para todo tipo de agrupaciones, tanto instrumentales como corales: obras para piano y órgano, para coro acompañado de piano, órgano u orquesta, ópera, zarzuela, música para orquesta, música de cámara, etc. Sin duda, sus ámbitos principales, y en los que más trabajó y de los que más reconocimiento recibió, fueron el ámbito coral, la ópera y más tarde el género de la zarzuela.

### Música coral
Jesús Guridi ingresó en la Sociedad Coral de Bilbao como director el 2 de junio de 1912, y es entonces cuando comenzó la época más grande de la Sociedad. Guridi comenzó a escribir música coral casi de forma exclusiva. Las obras eran estrenadas por la agrupación, lo cual otorgó de gran éxito tanto al compositor como a la coral. Además, la Sociedad también participó en los estrenos de sus grandes óperas, como es el ejemplo del estreno en Barcelona de Mirentxu, en enero de 1913 y de Amaya, el 12 de abril de 1934. Así, escribió muchas de sus obras corales más importantes, como Las golondrinas, Una aventura de Don Quijote y la Misa de réquiem, para el funeral del maestro Aureliano Valle.

### Ópera
Guridi escribió dos óperas, Mirentxu y Amaya, con diez años de diferencia entre sus estrenos, hasta que, en 1923, decidió especializarse, dentro de este gran género, en el subgénero de la zarzuela. Ambas óperas, al igual que muchas de sus obras, están ambientadas en el País Vasco y tienen un gran vínculo con la música folklórica vasca.

### Zarzuela
Guridi se incorporó al mundo de la zarzuela tras quedar gratamente impresionado por la zarzuela Doña Francisquita musicalizada por Amadeo Vives en el año 1923, justo después del estreno de su ópera Amaya. Su siguiente gran obra, El caserío, estrenada en el Teatro de la Zarzuela en noviembre de 1926, perteneció ya a este subgénero, el cual acaparó todo atisbo operístico dentro de la obra de Guridi. A esta le siguió La meiga y si bien El caserío se caracterizaba por su ambiente vasco, y sus raíces en el folklore vasco, La meiga gozaba de un ambiente gallego. Esta también fue estrenada en el Teatro de la Zarzuela, en diciembre de 1928. A La meiga le siguió Mandolinata, estrenada en el Teatro Calderón de Madrid en noviembre de 1934. Esta, diferente a las anteriores, está situada en un principado italiano del siglo XVI. A continuación vinieron otros títulos, como Mari-Eli, La bengala, Peñamariana y Acuarelas vascas. La última zarzuela compuesta por Jesús Guridi, y una de las más conocidas y admiradas fue La condesa de la aguja y el dedal estrenada en el Teatro Madrid el 8 de abril de 1950.

### Catálogo de obras
| Año       | Obra | Tipo de obra                                                                                       |
| --------- | --- | -------------------------------------------------------------------------------------------------- |
| 1905      | Piezas para piano | Música para piano                                                                                  |
| 1906-07   | Fantasía para gran órgano | Música para órgano                                                                                 |
| 1907      | Fantasía | Música para órgano                                                                                 |
| 1907      | Ave Maria | Música vocal                                                                                       |
| 1909      | Interludio | Música para órgano                                                                                 |
|           | Rosario de Navidad | Tres voces y órgano                                                                                |
| 1910      | Mirentxu, ópera (libreto: Alfredo Etxabe) (Bilbao, Campos Elíseos, 31 may. 1910) | Ópera                                                                                              |
| 1910      | Tres piezas breves [1. Amanecer - 2. Nostalgia - 3. Serenata] | Música para piano                                                                                  |
| 1910-20   | Amaya, ópera (libreto: José M. Arroita Jauregi) (Bilbao, Coliseo Albia, 23 may. 1920) | Ópera                                                                                              |
| 1913      | Cantos populares vascos (1ª serie): 1. Iru errege, 2. Maitasun atsekabea, 3. Goizian goizik, 4. Beñat Mardo abeslariya, 5. Aldapeko, 6.Txori urretxindorra. | Música vocal                                                                                       |
| 1913-1923 | Cantos populares vascos (2ª serie): 1.Antón Aizkorri, 2. Matsaren orpotik, 3. Goiko Mendijna, 4. Oñazez, 5. Txeru, Amatxo, 6. Boga boga | Música coral                                                                                       |
| 1915      | Tantum ergo | Coro y órgano                                                                                      |
| 1915      | Leyenda vasca | Música orquestal                                                                                   |
| 1907      | Así cantan los niños, para coro y orquesta | Música coral                                                                                       |
| 1916      | Una aventura de Don Quijote, poema sinfónico | Música orquestal                                                                                   |
| 1916      | Salve | Coro y órgano                                                                                      |
| 1918      | Misa de réquiem | Música para coro y órgano                                                                          |
| 1920      | Ator, ator mutil (Canción de Nochebuena) | Canto y piano en su primer arreglo. Versión coral después para "Cantos populares vascos 3.ª serie" |
| 1922      | Misa en honor a san Ignacio de Loyola, 3 voces y órgano | Música vocal                                                                                       |
| 1924      | Vasconia [1. Viejo carillón - 2. Leyenda - 3. En El Txakoli - Tocata Festiva] | Música para piano                                                                                  |
| 1926      | El caserío, zarzuela (libreto: Guillermo Fernández Shaw y Federico Romero) (Madrid, Zarzuela, 11 nov. 1926) | Zarzuela                                                                                           |
| 1925      | En un barco fenicio, poema sinfónico | Música orquestal                                                                                   |
| 1929      | La meiga, zarzuela, libreto: Guillermo Fernández Shaw y Federico Romero) (Madrid, Zarzuela, 28 dic. 1928) | Zarzuela                                                                                           |
| 1931      | La cautiva, zarzuela (L. F. de Sevilla y A. Carreño),) (Madrid, Calderón, 10 feb. 1931) | Zarzuela                                                                                           |
| 1932      | Euskal folkloreko XXII abesti | Música vocal                                                                                       |
| 1934      | Mandolinata, zarzuela (A. C. de la Vega) (Madrid, Calderón, 17 nov. 1934) | Zarzuela                                                                                           |
| 1934      | Cuarteto en sol menor | Música de cámara                                                                                   |
| 1936      | Mari-Eli, zarzuela vasca (Carlos Arniches y E. Garay) (Madrid, Fontalba, 11 de abril de 1936) | Zarzuela                                                                                           |
| 1937      | Te Deum | Música para coro y órgano                                                                          |
| 1939      | Danzas viejas [1. Tamboreillo de Navidad - 2. Muérdago - Zortziko del dolor - 3. La carrasquilla] | Música para piano                                                                                  |
| 1939      | La bengala, sainete lírico (L. Tejedor, J. Huecas) (Zaragoza, Argensola, 12 de enero de 1939) | Zarzuela                                                                                           |
| 1939      | Seis canciones castellanas [1. No quiero tus avellanas - 2. Cómo quieres que adivine - 3. Allá arriba, en aquella montaña - 4. Sereno! - 5. Llámale con el pañuelo - 6. Mañanita de San Juan] | Música vocal                                                                                       |
| 1940      | Diez melodías vascas | Música orquestal                                                                                   |
| 1944      | Peñamariana, retablo popular (Romero, Fernández Shaw) (Madrid, 16 nov. 1944) | Zarzuela                                                                                           |
| 1944      | Preludio elegíaco | Contrabajo y piano                                                                                 |
| 1945      | Sinfonía pirenaica | Música orquestal                                                                                   |
| 1946      | Boda de rumbo, ballet | Ballet                                                                                             |
| 1948      | Variaciones sobre un tema vasco | Música para órgano. Arreglo para banda de txistularis                                              |
| 1948      | Acuarelas vascas | Zarzuela                                                                                           |
| 1949      | Cuarteto en la menor | Música de cámara                                                                                   |
| 1950      | La condesa de la aguja y el dedal | Zarzuela                                                                                           |
| 1951      | Escuela española de órgano [1. Introducción - 2. Capriccio - 3. Cantinela - 4. Himno - 5. Improvisación - 6. Canción vasca - 7. Salida - 8. Interludio - 9. Plegaria - 10. Preludio - 11. Pastorela - 12. Villancico - 13. Glosa (Puer natus est) - 14. Éxtasis - 15. Fuga - 16. Adagio - 17. Ave Maria - 18. Ofertorio I - 19. Ofertorio II - 20. Toccata] | Música para órgano                                                                                 |
| 1953      | Tríptico del buen pastor [1. El rebaño - 2. La oveja perdida - 3. El buen pastor] | Música para órgano                                                                                 |
| 1954      | Ocho apuntes para piano [1. Amanecer - 2. Canción vasca - 3. Danza rústica - 4. Canto de arriero - 5. Romanza - 6. Cortejo fúnebre - 7. Rumor de agua - 8. Marcha humorística] | Música para piano                                                                                  |
| 1955      | Misa en honor del arcángel San Gabriel | Música para coro y órgano                                                                          |
| 1956      | Fantasía homenaje a Walt Disney, para piano y orquesta | Música orquestal                                                                                   |
| 1956      | Canciones vascas [1. Ala baita - 2. Arantzazura - 3. Zorabiatua naiz - 4. Alabatua] | Música vocal                                                                                       |
| 1958      | Lamento e imprecación de Agar | Música para piano                                                                                  |

## Cronología de títulos, cargos y distinciones
- 1912 - Director de la Sociedad Coral de Bilbao.
- 1913 - Correspondiente de la Real Academia de Bellas Artes de San Fernando.
- 1918 - Organista de la Basílica de Santiago de Bilbao.
- 1920 - Director honorario de la Coral Vitoriana.
- 1927 - Director de la Coral de Guinea.
- 1939 - Director musical de Producciones Cinematográficas Ulargui Films.
- 1944 - Cátedra de Órgano del Real Conservatorio Superior de Música de Madrid.
- 1945 - Gran Cruz de la Orden Civil de Alfonso X el Sabio.
- 1947 - Académico de la Real Academia de Bellas Artes de San Fernando.
- 1952 - Hijo predilecto de la ciudad de Vitoria.
- 1952 - Comendador de la orden Mehdanía del Jalifato de Marruecos.
- 1956 - Director del Real Conservatorio Superior de Música de Madrid.
- 1957 - Hijo adoptivo de la Villa de Bilbao.
- 1958 - Vocal de la Asociación Española de San Pío X y Santa Cecilia.

Además, ha desempeñado los siguientes puestos:
- Consejero de la Sociedad General de Autores de España
- Consejero del Consejo superior de Teatro
- Organista de Iglesia de San Manuel y San Benito de Madrid
- Presidente honorario de la Sociedad Coral de Bilbao
- Asesor y colaborador del Diccionario Enciclopédico de la Música. Publicado por la Central Catalana de Publicaciones
- Miembro honorario del Consejo Superior de Investigaciones (Sección Música)

## Archivo documental
El archivo documental de partituras, documentos y grabaciones sonoras se encuentra muy repartido entre el ERESBIL-Archivo Vasco de la Música, la SGAE, la Biblioteca Nacional de España, la Biblioteca del Real Conservatorio Superior de Música de Madrid, la Biblioteca Musical de Ayuntamiento de Madrid, la Fundación Juan March, el archivo sonoro de Radio Nacional de España, la Fonoteca Nacional, Archivo de la Unión Musical Española, Archivo de Música del seminario de Derio y la Filmoteca Española.
- Víctor Pliego de Andrés (1989). Catálogo de Obras de Jesús Guridi. Madrid: Centro de Documentación de la Música Contemporánea. Fundación Juan March. ISBN 8470753924.